# John Louis Emil Dreyer
John Louis Emil Dreyer (Kopenhagen, 13. veljače 1852. – 14. rujna 1926.), bio je danski-irski astronom.
Rodio se kao Johan Ludvig Emil Dreyer u Kopenhagenu. Otac mu je bio danski ministar rata i mornarice. Školovao se u Kopenhagenu. 1874. je godine u dobi od 22 godine otišao u Irsku, u Birr (ondašnji Parsonstown). Radio je kao asistent Lawrenceu Parsonsu, sinu nasljednika lorda Williama Parsonsa koji je dao sagraditi teleskop Leviathan.